# 波号第二百三潜水艦
波号第二百三潜水艦（はごうだいにひゃくさんせんすいかん）は、日本海軍の潜水艦。波二百一型潜水艦の3番艦。太平洋戦争末期に竣工して練習用として用いられ、戦後解体された。

## 艦歴
マル戦計画の潜水艦小、第4911号艦型の3番艦、仮称艦名第4913号艦として計画。1945年4月5日、佐世保海軍工廠で仮称艦名第4914号艦と同日に起工。19日、艤装員事務所を佐世保海軍工廠内に設置し事務を開始。
5月1日、波号第二百三潜水艦と命名されて波二百一型潜水艦の3番艦に定められ、本籍を佐世保鎮守府と仮定。5日、本籍を佐世保鎮守府に定められる。25日、進水。
6月20日竣工し、役務を佐世保鎮守府練習兼警備潜水艦に定められ、呉潜水戦隊第三十三潜水隊に編入。以後、同隊で訓練に従事。
終戦時は内海西部に所在。11月30日、海軍省の廃止に伴い除籍。
1946年4月1日、五島列島沖でアメリカ海軍により海没処分された。

## 潜水艦長
艤装員長
1. 眞山孝也 大尉：1945年4月15日 - 退任年月日不明

潜水艦長
1. 眞山孝也 大尉：就任年月日不明 - 1945年11月29日